# Head On (film 1998)
Head On è un film del 1998 diretto da Ana Kokkinos, basato sul romanzo Loaded scritto da Christos Tsiolkas.
Il film ha per protagonista Alex Dimitriades, che interpreta un giovane gay di origine greca che vive a Melbourne.

## Trama
Il diciannovenne Ari vive a Melbourne con la famiglia greca immigrata da anni in Australia. Soffocato dalla comunità machista in cui vive e da un padre autoritario, Ari non riesce a vivere a pieno la propria omosessualità, che esprime con fugaci rapporti occasionali e abusando di droghe. Ari dovrà lottare per trovare un suo posto nel mondo, alla ricerca di una libertà personale e affettiva.

## Distribuzione
Il film è stato presentato in anteprima al Festival di Cannes 1998, nella sezione Quinzaine des Réalisateurs, e successivamente distribuito in Australia il 13 agosto 1998. A causa di varie scene di sesso esplicito, tra cui una scena di masturbazione di Dimitriades, e di altri temi trattati il film è divenuto un prodotto di difficile distribuzione nelle sale cinematografiche. In Italia è stato distribuito solamente nel 2005 da Dolmen Home Video, nella collana "Queer".

## Premi
- Australian Film Institute Awards 1998
  - Nomination - Miglior attore (Alex Dimitriades)
  - Nomination - Migliori costumi
  - Nomination - Miglior regia (Ana Kokkinos)
  - Vinto - Miglior montaggio
  - Nomination - Miglior film
  - Nomination - Miglior colonna sonora (Ollie Olsen)
  - Nomination - Miglior sceneggiatura non originale (Andrew Bovell, Ana Kokkinos e Mira Robertson)
  - Nomination - Miglior suono
  - Nomination - Miglior attore non protagonista (Paul Capsis)
- L.A. Outfest 1999
  - Grand Jury Award: Outstanding Foreign Narrative Feature (Ana Kokkinos)
- San Francisco International Lesbian & Gay Film Festival 1999
  - Best First Feature (Ana Kokkinos)
- Festival MIX Milano 2000
  - Miglior film